# Le Grand Amour du comte Dracula
Pour plus de détails, voir Fiche technique et Distribution.
Le Grand Amour du comte Dracula (El gran amor del conde Drácula) est un film espagnol réalisé par Javier Aguirre, sorti en 1974.

## Synopsis
Un groupe de voyageurs arrive au château du Comte Dracula.
Une des voyageuses succombe au charme du vampire et en tombe amoureuse...

## Fiche technique
Source principale de la fiche technique :
- Titre : Le Grand Amour du comte Dracula
- Titre original : El gran amor del conde Drácula
- Réalisation : Javier Aguirre
- Scénario : Javier Aguirre, Alberto S. Insúa (es) et Paul Naschy
- Direction artistique : José Luis Galicia et Jaime Pérez Cubero
- Musique : Carmelo A. Bernaola
- Décors :
- Costumes :
- Photographie : Raúl Pérez Cubero
- Son :
- Montage : Petra de Nieva
- Production : Francisco Lara Polop
- Société de production : Janus Films (en)
- Distribution :
  -  Espagne : Castilla Films
  -  France :
- Budget :
- Pays :  Espagne
- Langue : espagnol
- Format : Couleur - Son : Monophonique - 1,85:1 - Format 35 mm
- Genre : Film d'horreur
- Durée : 85 minutes
- Dates de sortie :
  -  États-Unis : mars 1974
  -  Espagne : 22 septembre 1975
  -  France :

## Distribution
Source principale de la distribution :
- Paul Naschy : Comte Dracula / Dr. Wendell Marlow
- Haydée Politoff : Karen
- Rosanna Yanni : Senta
- Ingrid Garbo : Marlene
- Mirta Miller : Elke
- Víctor Alcázar : Imre Polvi
- José Manuel Martín
- Benito Pavón
- Leandro San José

## Box-office
- Le film attire 352 799 entrées en Espagne[3].